# Soyuz 40
Soyuz 40 foi décima sexta expedição à Salyut 6, com o nono grupo internacional do programa Intercosmos, que levou ao espaço o cosmonauta romeno Dumitru Prunariu.

## Tripulação
| Posição                | Cosmonauta       |
| ---------------------- | ---------------- |
| Comandante             | Leonid Popov     |
| Cosmonauta-pesquisador | Dumitru Prunariu |

## Parâmetros da Missão
- Massa: 6 800 kg
- Perigeu: 198,1 km
- Apogeu: 287 km
- Inclinação: 51,6°
- Período: 89,06 minutos

## Pontos altos da Missão
A nave carregava cosmonautas do intercosmos da Romênia e concluiu a primeira fase do programa Intercosmos, que se concentrava em colocar os cidadãos do bloco soviético no espaço. No total, nove missões Intercosmos foram lançadas entre 1978 e 1981.
A Soyuz 40 foi a última missão com a nave do tipo Soyuz e a última nave espacial a aclopar na  na Salyut 6. Ela também encerrou a primeira fase do programa Intercosmos, carregando o cosmonauta romeno Dumitru Prunariu e o cosmonauta soviético Leonid Popov para a estação. Prunariu estudava o campo magnético da Terra.
As observações da Terra tiveram que ser adiadas até o último dia de seu voo, quando a Salyut 6 finalmente passou sobre a Romênia à luz do dia. Durante esse tempo, o grupo também testou o sistema de orientação da estação.